# Vikrama Pandya
Vikrama Pandya fou cap suprem de Ruhunu del 1052 al 1053. Era un príncep de sang reial que vivia exiliat a l'Índia (Dulu) i es va presentar a Ruhunu a la mort de Mahalana Kirti, sent reconegut per la població com a cap suprem.
Es va establir a Kalutara (Kalatittha). Al cap d'un any la seva autoritat fou disputada per Jagatipala, un natiu d'Ayodhya, que després de desembarcar a Ceilan va rebre l'adhesió de molts habitants del districte que no estaven satisfets amb Vikrama Pandya. Jagatipala fou reconegut com a cap suprem.